# Nettiquette
Nettiquette (ook wel: netiquette of webetiquette) is een samenvoeging van de woorden netwerk en etiquette. De nettiquette omvat richtlijnen en gedragsregels voor het gebruik van het internet.

## Regels
De regels uit de nettiquette zijn informeel in te delen in twee categorieën: technologisch en cultureel bepaalde regels.
- Technologische regels zijn gebaseerd op het feit dat niet iedereen dezelfde technologie op het internet gebruikt.
- Culturele regels zijn gebaseerd op de wereldwijdheid van internet: wat de één ontzettend grappig vindt, is voor de ander een grove belediging.

In de praktijk blijkt dat rechttoe rechtaan zeggen wat men denkt, zonder de mogelijkheid van het overbrengen van toon en gelaatsuitdrukking, zeer snel kan leiden tot misverstanden en hevige woede. Bij e-mail is het daarom verstandig terughoudend te zijn, met name in de manier waarop kritiek wordt verwoord.
De nettiquette kan verschillen per forum, nieuwsgroep of chatprogramma. Over het algemeen wordt het overdadig gebruik van hoofdletters beschouwd als schreeuwerig en storend. Er zijn onderwerpen die riskant blijven: politiek, religie en seks, terwijl informatica (beheersystemen, programmeertalen, e.d.) als voor vakspecialisten wordt ervaren.

## De tien geboden
Op SOFWeb zijn regels te vinden om een goede 'Netizen' (net-burger) te zijn. Vertaald komen deze tien geboden op het volgende neer:
1. Denk aan het menselijke aspect achter de computer (je communiceert niet met een computer maar met een mens).
2. Houd online dezelfde gedragsstandaard aan als in het gewone leven.
3. Pas je toonzetting aan bij de omgeving waar je op bezoek bent (bijvoorbeeld: formeel of informeel, "u" of "jij", taalgebruik afhankelijk van de doelgroep, zoals korte zinnen en eenvoudige woorden voor leken en vaktaal onder vakgenoten).
4. Respecteer tijd en bandbreedte van de gebruiker (verspil geen tijd en computercapaciteit door nutteloos commentaar te posten en e-mails te sturen die niet door alle ontvangers gewaardeerd zullen worden).
5. Zorg ervoor dat je je goed presenteert online.
6. Deel deskundige kennis.
7. Beperk de 'flames' en laat emotionaliteit voor wat het is.
8. Respecteer de privacy van anderen.
9. Maak geen misbruik van je macht (alleen omdat je iets kunt doen, betekent nog niet dat je het ook moet doen).
10. Vergeef andere mensen hun fouten.

## Nettiquette bij digitale berichten en e-mail
- E-mail komt overeen met een gewone brief. Een passende aanspreking en ondertekening moet dus ook gebruikt worden.[5]
- In de onderwerpregel van de e-mail wordt ingegeven waarover het bericht gaat. Verstuur nooit een e-mail zonder onderwerp.
- De regellengte van het e-mailbericht mag maximaal uit 72 tekens bestaan (exclusief citatiesymbolen). Hierdoor blijft het bericht goed leesbaar op het beeldscherm van de ontvanger.
- Verstuur de e-mail altijd als gewone tekst in plaats van HTML.
- Gebruik in het digitale of e-mailbericht geen hoofdletters om iets te benadrukken. Hoofdletters zorgen ervoor dat de ontvanger het bericht schreeuwerig interpreteert.
- Wanneer een e-mail naar veel personen en/of personen die elkaar niet kennen verstuurd wordt, vul dan de e-mailadressen in het BCC-veld in. Door het BCC-veld te gebruiken worden de e-mailadressen niet kenbaar gemaakt aan anderen.
- Bij het schrijven van een e-mail ontbreekt lichaamstaal. Er moet dus voorzichtig worden omgegaan met humor. Wanneer iets als een grap wordt bedoeld, kan gebruik worden gemaakt van een emoticon. Let wel, emoticons kunnen enkel in informele berichten.
- Plak bij beantwoorden alleen de tekst aan waarover het onderwerp gaat. Knip onnodige zinnen weg, bij voorkeur vervangen door "[...]" om te laten blijken dat je iets hebt weggehaald. Knip sowieso de ondertekening van de vorige schrijver weg.
- Mocht het onderwerpveld weinig meer te maken hebben met het originele onderwerp, verander dan het onderwerpveld in een nieuw onderwerp.
  - Bijvoorbeeld: Onderwerp: Re: wekelijkse planningoverleg
  - Mocht het zo zijn dat de e-mailwisseling niet meer over 'plannen' gaan, maar over bierbrouwen ofzo; verander het onderwerp op deze wijze: Onderwerp: zelf bier brouwen (was: wekelijkse planning)
  - En als er op déze e-mail een antwoord komt dan wordt het onderwerp dit: Onderwerp: Re: zelf bier brouwen
- Zo min mogelijk: Re, RE, Forw, Antw, achter elkaar. Dus géén: Re: Antw: FW: Re: een leuk fotootje uit mijn ICQ- floppies